# Bhavamishra
Bhavamishra est une des figures majeures de la médecine indienne du XVIe siècle. L'auteur du Bhavaprakasha, traité de médecine ayurvédique, mentionne la syphilis introduite à cette époque par les commerçants portugais (Firanga Roga, soit la maladie des étrangers) ainsi que le remède. L'œuvre du docteur de Bénarès aborde également l'origine de la médecine, la cosmologie, l'anatomie, l'embryologie, la diététique, pharmacologie, pathologie et thérapie, aussi bien que de la fabrication d'aphrodisiaques et d'élixirs.